# Hoạt động tình dục đồng tính nam

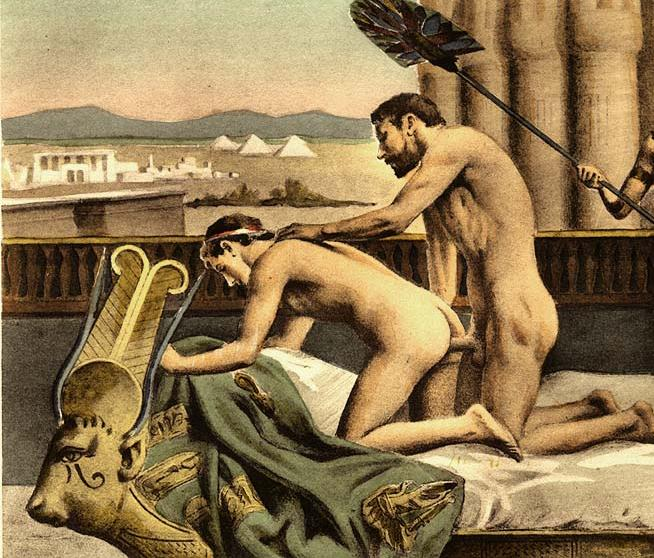
Ảnh khiêu dâm của Hadrian và Antinous vào thế kỉ 19, bởi Paul Avril

Hoạt động tình dục đồng tính nam là các hoạt động tình dục giữa hai người nam, bất kể xu hướng tính dục hoặc bản dạng tính dục. Bằng chứng cho thấy quan hệ tình dục giữa nam giới được báo cáo thiếu đáng kể trong các cuộc khảo sát để phù hợp với mong muốn xã hội.

## Các hành vi tình dục
Trong khi quan hệ tình dục, 2 người nam có thể thực hiện nhiều tư thế khác nhau.

### Quan hệ bằng hậu môn

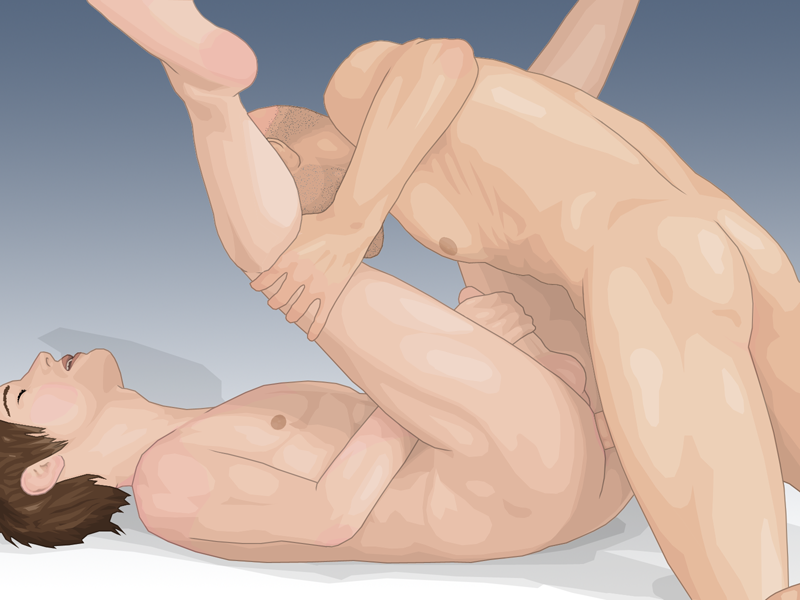
Người nam thâm nhập ở bên phải là "top" còn người bị thâm nhập ở bên trái là "bottom" trong tư thế truyền giáo

Việc quan hệ bằng hậu môn đã từ lâu được gán ghép với đồng tính luyến ái nam và nam quan hệ tình dục với nam (MSM). Tuy nhiên, có những người không thực hiện quan hệ bằng hậu môn, mà sẽ quan hệ bằng miệng, cọ xát, hoặc thủ dâm cho nhau.
Đối với những người nam quan hệ với nam, người đưa dương vật vào có thể được gọi là top (nằm trên), người bị thâm nhập có thể được gọi là bottom (nằm dưới), và người có thể ở cả 2 vị trí sẽ được gọi là versatile (linh hoạt). Khi 2 người nam quan hệ bằng hậu môn mà không dùng bao cao su thì được gọi là chơi trần. Khi quan hệ bằng hậu môn, có thể sẽ bị đau, sẽ có khoái cảm, hoặc là cả hai. Các dây thần kinh ở hậu môn có thể mang lại khoái cảm, nhưng có thể đạt được cực khoái thông qua thâm nhập hậu môn kích thích gián tiếp tuyến tiền liệt. Một nghiên cứu trong Khảo sát Quốc gia về Sức khỏe và Hành vi Tình dục (NSSHB) cho thấy người đàn ông  tự xưng là người tiếp nhận khi quan hệ bằng hậu môn trong lần quan hệ gần nhất có khả năng đạt cực khoái ít nhất bằng với người thâm nhập. Thông qua một nghiên cứu về những người độc thân ở Mỹ, người ta thấy rằng khả năng đạt cực khoái là ngang nhau ở tất cả nam giới, dù thuộc xu hướng tính dục nào. Đối với việc bị đau hoặc khó chịu trong khi quan hệ bằng hậu môn, có nhiều nghiên cứu cho thấy, có khoảng 24% đến 61% nam đồng tính hoặc song tính xem cơn đau khi quan hệ bằng hậu môn (còn gọi là cơn đau hậu môn) là một điều bất tiện cả đời thường gặp khi quan hệ.
Các báo cáo về tỷ lệ quan hệ tình dục qua đường hậu môn giữa 2 người nam thay đổi theo thời gian. Tỷ lệ cao những người đồng tính và song tính thừa nhận đã quan hệ tình dục bằng hậu môn trong suốt cuộc đời. Nghiên cứu người nam đồng tính, kết quả cho thấy tỷ lệ người thích thâm nhập và người thích bị thâm nhập là tương đương nhau. Tuy nhiên, một số nam giới lại tin rằng, việc bị thâm nhập khi quan hệ bằng hậu môn sẽ khiến họ hoài nghi về sự nam tính của họ.

### Quan hệ tình dục không thâm nhập và đồ chơi tình dục

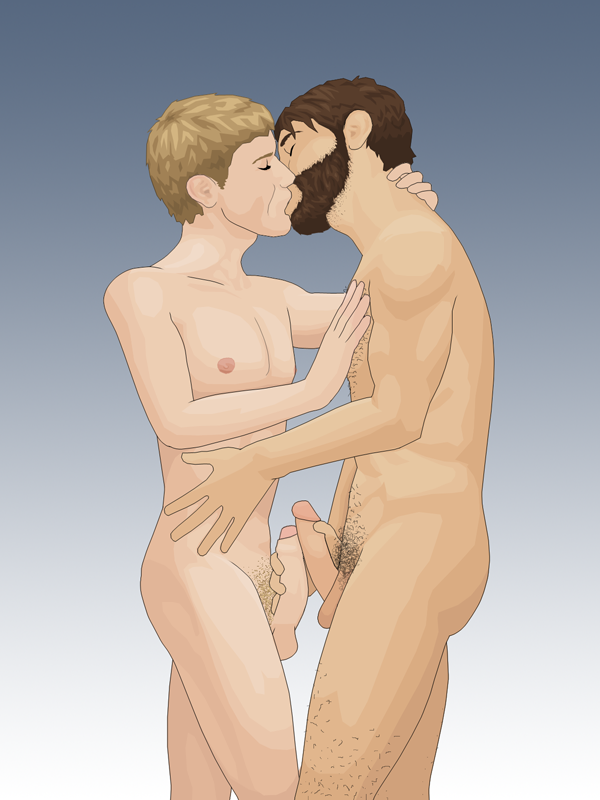
Hai người đàn ông đang cọ xát dương vật với nhau (frotting)

Có nhiều hình thức tình dục không thâm nhập. Cọ xát dương vật là một hành vi tình dục thường có sự tiếp xúc trực tiếp của 2 dương vật. Nó là một hình thức cọ xát. Cọ xát được yêu thích bởi nó kích thích khoái cảm một cách đồng thời cho cả 2 đối tượng, thường thông qua việc mang lại kích thích cho bó dây thần kinh hãm bao quy đầu ở mặt dưới của dương vật, ngay dưới lỗ tiểu của đầu nấm. Một dạng quan hệ không xâm lấn giữa 2 người nam là quan hệ bằng đùi. Còn một hình thức nữa là Docking (đưa dương vật vào bao quy đầu của bạn tình chưa cắt bao).
Nam quan hệ với nam còn có thể dùng đồ chơi tình dục. Dựa vào một khảo sát thực hiện trên Internet, trong 25000 người nam tự nhận là đồng tính hoặc song tính, 49.8% đã từng sử dụng máy rung. Hầu hết đều trả lời là dùng trong khi thủ dâm (86.2%). Khi có bạn tình, máy rung thường được dùng trong màn dạo đầu (65.9%) và trong khi giao hợp (59.4%).

### Quan hệ bằng miệng
Nam quan hệ tình dục với nam qua đường miệng theo nhiều hình thức khác nhau, bao gồm liếm dương vật, ngậm bìu dái, và liếm hậu môn. Wellings cùng cộng sự cho biết "Cả người thường lẫn chuyên gia y tế đều có xu hướng đánh đồng "đồng tính luyến ái" với nam quan hệ tình dục "bằng đường hậu môn". Tuy nhiên, một cuộc khảo sát 18000 người nam quan hệ tình dục với nam trên Internet ở châu Âu "cho thấy quan hệ bằng miệng được thực hiện nhiều nhất, sau đó là thủ dâm lẫn nhau, rồi mới đến quan hệ bằng hậu môn ở vị trí thứ ba." Tạp chí Y học Tình dục (The Journal of Sexual Medicine) thực hiện một cuộc khảo sát vào năm 2011 và cho kết quả tương tự đối với người nam đồng tính và song tính ở Mỹ. Hôn môi bạn tình (74,5%), quan hệ bằng miệng (72,7%) và thủ dâm với bạn tình (68,4%) là 3 hành vi thường thấy nhất, với 63,2% người báo cáo từ 5 đến 9 hành vi tình dục khác nhau trong lần cuối gặp mặt.

## Rủi ro sức khỏe
Hoạt động tình dục có thể là nguyên nhân gây ra một loạt các bệnh nhiễm trùng lây qua đường tình dục (STI). Một nghiên cứu năm 2007 chỉ ra rằng hai cuộc điều tra dân số lớn cho thấy "phần lớn người đồng tính nam có số lượng bạn tình tham gia hoạt động tình dục không được bảo vệ hàng năm tương tự như nam nữ dị tính."
Hội chứng suy giảm miễn dịch mắc phải (AIDS) là một bệnh về hệ miễn dịch của con người gây ra bởi virus suy giảm miễn dịch ở người (HIV). Trên toàn thế giới, ước tính có khoảng 5–10% trường hợp nhiễm HIV là do nam giới quan hệ tình dục đồng giới. Tuy nhiên, ở hầu hết thế giới phương Tây, trường hợp nam giới bị lây nhiễm HIV do quan hệ tình dục đồng giới nhiều hơn so với bất cứ con đường nào khác. Tại Hoa Kỳ, người đồng tính và song tính nam chiếm 69% trong số 37.968 trường hợp chẩn đoán HIV mới trong năm 2018. Trong số 5.164 người được chẩn đoán nhiễm HIV ở Anh vào năm 2016, 54% là người đồng tính  hoặc song tính nam. Theo báo cáo của Public Health England năm 2017, tại London những số liệu trên đang có chiều hướng giảm dần.
Bệnh giang mai lây truyền từ người này sang người khác khi tiếp xúc trực tiếp với vết săng giang mai; chủ yếu ở bộ phận sinh dục ngoài, âm đạo hoặc hậu môn. Năm 2006, 64% các trường hợp được ghi nhận ở Hoa Kỳ là ở nam giới quan hệ tình dục đồng giới. Sự gia tăng tỷ lệ mắc bệnh giang mai trong nhóm MSM cũng đã được ghi nhận ở các quốc gia phát triển khác. Việc mắc bệnh giang mai làm tăng tỷ lệ nhiễm HIV và ngược lại. Một cuộc khảo sát ở Mỹ đã thực sự phát hiện ra rằng một nửa số MSM mắc bệnh giang mai cũng mắc HIV. Một số nghiên cứu tận dụng các mẫu thuận tiện đã kết luận rằng sự gia tăng đó có thể là do tỷ lệ quan hệ tình dục không sử dụng bao cao su trong nhóm MSM tăng lên, mặc dù đã có ít nhất một nghiên cứu sử dụng mẫu đại diện trên toàn quốc đã chỉ ra rằng trong thập kỷ qua, tỷ lệ sử dụng bao cao su trong nhóm MSM đã tăng chứ không giảm, và tần suất quan hệ tình dục qua đường hậu môn đã giảm mạnh trong lần quan hệ tình dục gần đây nhất của các cá nhân MSM có tham gia hoạt động tình dục.
Theo một cuộc khảo sát của Hoa Kỳ, HIV, giang mai và mụn cóc ở hậu môn đều phổ biến hơn một cách đáng kể ở nhóm MSM so với nhóm MSW (nam giới gần đây chỉ quan hệ với nữ). Mặt khác, bệnh mụn rộp sinh dục ở nhóm MSM ít phổ biến hơn ở nhóm MSW. Chlamydia, virus papilloma ở người, bệnh lậu và chấy rận không có sự khác biệt đáng kể giữa hai nhóm.